# 정략 결혼
정략 결혼(政略 結婚)은 가장이나 친권자가 자신의 이익이나 목적을 위하여 당사자의 의사와는 상관없이 시키는 결혼을 말한다. 더 나아가 나라 사이에 왕실의 공주와 왕자가 결혼하여 나라 간의 동맹 등을 이루기도 한다. 중세부터 존재해왔던 행위며, 상류층의 풍습이다.